# Wunschkonzert für die Wehrmacht

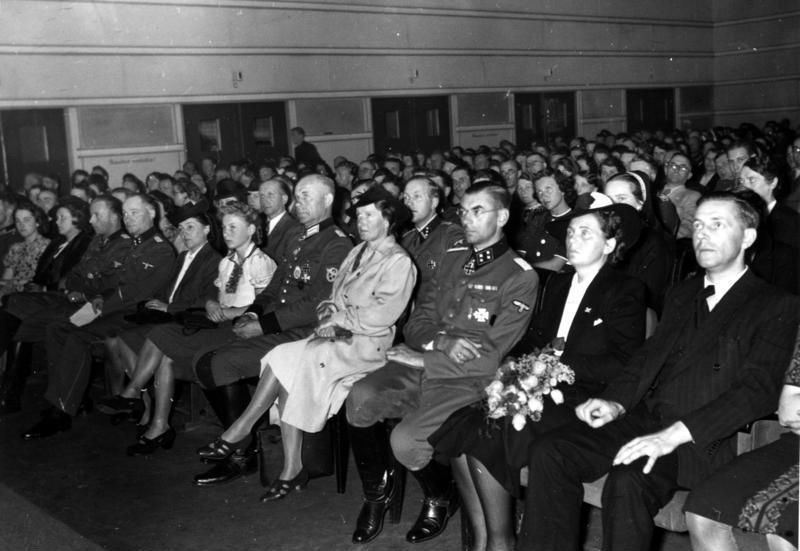
Zuhörerschaft in einem Wunschkonzert

Wunschkonzert für die Wehrmacht war der Titel einer deutschen Rundfunksendung, die in der Zeit des Nationalsozialismus zwischen 1939 und 1941 ausgestrahlt wurde.

## Vorläufer
Wunschsendungen im Rundfunk sind so alt wie das Medium selbst. In Deutschland konnten Hörer bereits im Jahre 1924 schriftliche Musikwünsche einreichen. Damals gab es bei der Südwestdeutschen Rundfunkdienst AG (SÜWRAG) in Frankfurt eine Sendung mit dem Titel Wunschabend sowie bei der Ostdeutschen Rundfunk AG in Königsberg den Wunschnachmittag.
Als sich an Weihnachten 1935 ein Hörer während einer Unterhaltungssendung meldete und spontan im Gegenzug für die Erfüllung eines Musikwunsches eine Spende in Höhe von 20 RM für das Winterhilfswerk (WHW) anbot, griff der Ansager des Deutschlandsenders Heinz Goedecke diese Idee auf und konzipierte das Wunschkonzert für das Winterhilfswerk. Die erste Sendung wurde am 14. Januar 1936 von 16 bis 20 Uhr ausgestrahlt. Bis Kriegsbeginn kamen nach Angaben des Senders für das WHW in insgesamt 14 Wunschkonzerten Spenden in Höhe von 238.000 RM zusammen. Ein weiterer Vorläufer des Wunschkonzerts für die Wehrmacht war die Wort-Musik-Sendereihe Die Werkpause, die der Reichssender Köln erstmals am 2. Februar 1936 ausstrahlte.

## Entstehung
Als nach Ausbruch des Zweiten Weltkriegs Soldaten in großer Zahl Feldpostbriefe mit Musikwünschen an den Großdeutschen Rundfunk richteten, rief der Ministerialdirigent im Reichsministerium für Volksaufklärung und Propaganda Alfred-Ingemar Berndt die Sendung Wunschkonzert für die Wehrmacht ins Leben. Sie wurde erstmals am 1. Oktober 1939 zwischen 16 und 20 Uhr ausgestrahlt, und zwar nicht mehr nur vom Deutschlandsender, sondern von allen Reichssendern. Das Publikum bei den Liveübertragungen aus dem Großen Sendesaal im Haus des Rundfunks bestand nur aus Angehörigen von Wehrmacht und Sanitätsdienst; die Musikwünsche stammten ausschließlich von Soldaten und deren Angehörigen.
Die Sendung wurde bis Ende 1939 mittwochs und sonntags, ab 1940 nur noch sonntags ausgestrahlt. Mitschnitte von vollständigen Sendungen existieren nicht. Am 25. Mai 1941 wurde das Wunschkonzert für die Wehrmacht zum letzten Mal planmäßig gesendet. Eine eigentlich für den 7. September vorgesehene Wiederaufnahme wurde ohne Angaben von Gründen abgesetzt. Insgesamt wurden Spenden in Höhe von rund 15,5 Millionen RM eingenommen.

## Rezension
Die Sendung war eine der populärsten in der Geschichte des deutschen Rundfunks und spielte eine wichtige Rolle in der NS-Propaganda. Insbesondere durch die „Verbindung“ von Front und Heimat sollte der Durchhaltewille gestärkt und vom Krieg abgelenkt werden. Die außerordentliche Popularität der Sendung lässt sich auch daran ermessen, dass im Jahre 1940 eine Verfilmung unter dem Titel Wunschkonzert in die Kinos kam.